# Shinji Fujiyoshi
Shinji Fujiyoshi (藤吉 信次?, Fujiyoshi Shinji; Tokyo, 3 aprile 1970) è un ex calciatore giapponese, di ruolo attaccante.